# Грабовський Ігор Авксентійович
Грабовський Ігор Авксентійович — український режисер-документаліст. Заслужений діяч мистецтв України (1975). Лауреат премії ім. Я. Галана (1976). Лауреат Державної премії України ім. Т. Г. Шевченка (1978). Був членом Спілки кінематографістів України.

## Біографія
Народився 1 липня 1934 р. в Могилів-Подільському Вінницької обл. в родині службовця. Помер 5 червня 1992 р. в Києві. Закінчив режисерський факультет Київського державного інституту театрального мистецтва ім. Карпенка-Карого (1958). Працював асистентом режисера й режисером на Київській і Одеській кіностудіях художніх фільмів, на «Мосфільмі», на Київській студії телебачення (у фільмах: «Тривожна молодість», «Одна ніч», «Поема про море», «В пошуках радості», «Виправленому вірити» тощо).
З 1962 р. — режисер Української студії хронікально-документальних фільмів.

## Фільмографія
Створив стрічки:
- «Зустрічі на будові»,
- «Ми — студенти різних континентів»,
- «Листи Люби Молдован» (1963, співавт. сцен.),
- «195 днів» (1964),
- «Керманичі» (1965, Перша премія зонального огляду, Ленінград, 1966; Диплом Міжнародного кінофестивалю, Лондон, 1966; Диплом міжнародного кінофестивалю, Лейпциг, 1966; Диплом Міжнародного кінофестивалю короткометражних фільмів, Обергаузен, 1967; Диплом Міжнародного фестивалю, Нью-Йорк, 1967),
- «І струни Лисенка живі» (1966),
- «Чим красна Буковина» (1968),
- «Повернення»,
- «Спомин» (1969),
- «Леся Українка» (у співавт.),
- «Азовське море» (1971),
- «Курган Товста могила» (1972),
- «Зоряне містечко»,
- «Ленінова весна» (1973),
- «Крила Перемоги» (1974, співавт. реж. і сцен.),
- «Вогнений шлях» (1974, співавт. реж. і сцен. Премія ім. Я. Галана, 1976),
- «Стратегія якості» (1976, авт. сцен.),
- «Флорентійські зустрічі» (1977),
- «Чуєш, брате мій» (1979, співавт. сцен.),
- «Пам'ять рідного краю» (1981),
- «Жива ватра» (1983, авт. сцен.),
- кінотрилогія «Радянська Україна. Роки боротьби і перемог» (Державна премія України ім. Т. Г. Шевченка, 1978),
- «Мир тобі, земля батьків» (1986),
- «Шостий президент» (1992).